# تتولیا
تتولیا (به لاتین: Tetulia) یک منطقهٔ مسکونی در بنگلادش است که در ناحیه پنج‌گر واقع شده‌است. تتولیا ۱۸۹٫۱۲ کیلومتر مربع مساحت و ۸۶٬۷۶۰ نفر جمعیت دارد.